# Ernie Johnson Jr.
Ernest Thorwald Johnson Jr. (Milwaukee, 7 agosto 1956) è un giornalista statunitense, noto per il suo lavoro per NBA on TNT dell'emittente americana TNT.

## Biografia
Ernie Johnson è nato nel 1956 a Milwaukee. Il padre Ernie Johnson Sr. vinse le World Series 1957 come pitcher per i Milwaukee Brewers, dopo il ritiro nel 1959 la famiglia si spostò ad Atlanta. Johnson Jr. ha conseguito la laurea summa cum laude in giornalismo all'Università della Georgia nel 1978.
Tra il 2003 e il 2006 ha affrontato con successo la battaglia contro un linfoma non Hodgkin.

## Carriera

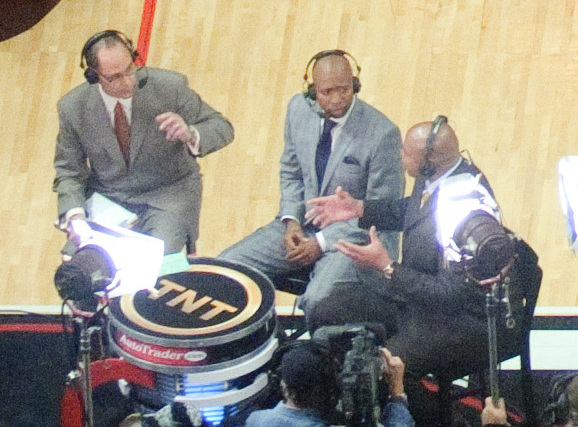
Johnson (sinistra) con i co-conduttori di Inside the NBA Kenny Smith e Charles Barkley nel 2011

Dal 1990 conduce su TNT il programma prepartita e postpartita Inside the NBA assieme agli ex giocatori Kenny Smith, Charles Barkley, Shaquille O'Neal e Reggie Miller.